# Jean Lemaire (peintre)
Pour les articles homonymes, voir Jean Lemaire et Lemaire.
Jean Lemaire dit Lemaire-Poussin ou le Gros Lemaire (Dammartin-en-Goële, 1598 - Gaillon, 1659) est un peintre français du XVIIe siècle, spécialiste du paysage archéologique.

## Biographie
Élève du peintre Claude Vignon, Lemaire se rend à Rome où sa présence est attestée dès 1613. C'est là-bas qu'il se lie avec Nicolas Poussin à l'arrivée de ce dernier en 1624. Vers 1636, il participe à la réalisation des décors commandés par le roi Philippe IV d'Espagne pour le palais du Buen Retiro, et propose un savant paysage architectural à l'antique.
De retour à Paris en 1639, il est rejoint par Poussin en 1640, qui le nomme son premier assistant dans la réalisation des décors de la Grande Galerie du Louvre. Il repart en Italie en 1642 avant de revenir en France et de s'y fixer définitivement. Il est nommé gardien des tableaux du roi au Louvre et aux Tuileries, à l'instigation de François Sublet de Noyers.
Spécialiste des paysages et des architectures à l'antique, habitées de figures mythologiques drapées, Lemaire est un proche collaborateur de Poussin, et les deux artistes travaillent parfois de concert au sein du même tableau, comme semble l'attester la correspondance de Cassiano dal Pozzo. Ainsi, dans Thésée retrouve l’épée de son père (vers 1636 - 1637, Chantilly, musée Condé), Lemaire peint les architectures ruinées tandis que Poussin se charge des figures du premier plan. En 1760, Pierre-Jean Mariette signale d'ailleurs : « Cette architecture, qui est peinte avec beaucoup de soin, n'est point l'ouvrage du Poussin, mais celui de Le Maire, peintre français, dont le Poussin a souvent emprunté la main pour l'architecture de ses tableaux et qui, véritablement, y excellait. Il n'y a donc que les figures qui soient peintes par le Poussin. ».
Dans les années 1640 - 1650, Lemaire approfondit le style hérité de Poussin, dans des rythmes sévères et des compositions mesurées, caractéristiques de « l'Atticisme » qui se développe alors à Paris, comme l'illustre le Paysage architectural avec Dédale et Pasiphaé (vers 1640 - 1645, Agen, musée des Beaux-Arts).
Félibien disait qu’il « a fort bien fait les perspectives ».
Il est le frère du peintre Pierre Lemaire, surnommé le Petit Lemaire dont aucun tableau signé et daté n'est connu.

## Œuvres
- Thésée retrouve l’épée de son père (vers 1638), Chantilly, musée Condé
- Thésée retrouve les armes de son père, Saint-Cloud, musée du Grand Siècle
- Sénateurs et légats romains (1645-1655), Montréal, musée des beaux-arts.
- Pasiphaé et Dédale, huile sur toile, 115 × 141 cm, Musée des beaux-arts d'Agen (dépôt du Louvre)[3]
- L’Enfance de Bacchus, vers 1630, National Gallery of Ireland, Dublin
- Paysage avec ruines antiques, Montauban, Musée Ingres-Bourdelle
- Place de ville antique, 97 × 134 cm, Musée de l'Ermitage à Saint-Pétersbourg
- Œuvres situées à Rome:
- Trionfo di Flora – Triomphe de Flore (copie d’un tableau de Nicolas Poussin), postérieur à 1627. Huile sur toile, cm. 143,5 x 207. Musei Capitolini – Palazzo dei Conservatori – Pinacoteca (Musées capitolins– palais des Conservateurs – Pinacothèque) Sala di Pietro da Cortona (Salle Pierre de Cortone)
- Veduta fantastica con Arco di Portogallo – Vue fantastique avec l’Arc du Portugal. Vers 1630. Huile sur toile. Palazzo Braschi, Museo di Roma . Inv. Dep 144. L’arc en question  était un arc de triomphe commemorant la victoire sur trois cités, les villes et le vainqueur non identifiés. Daté de l’époque entourant Marc-Aurèle, il s’appelait Arcus Trofoli ou de Tripolis, à la hauteur de via della Vite d’aujourd’hui, sur le Corso alors via Lata. Doit son nom à la résidence de l’ambassadeur du Portugal au palazzo Fiano. La démolition a été décidée par Alexandre VII en 1662 pour  éviter les accidents lors des courses (réservée aux familles nobles), de " berbere", race de chevaux, pendant le carnaval. Inventaire Dep144.
- Paesaggio con grandi rovine – Paysage avec de grandes ruines. (Cerchia - Cercle de Jean Lemaire), Palazzo Doria Pamphilj, Sala ou Salone Aldobrandini. Inventaire 579.
- Deux capricci (pluriel de capriccio), caprices, c’est-à-dire des compositions imaginaires représentant des monuments ou des ruines romaines  éloignées, réunies dans un même espace. Environ cm. 60 x 40. Koch – Banca d’Italia (siège de la Banque d’Italie) Sala delle tartarughe (Salle des tortues. Une reproduction miniature de la fontaine des Tortues qui se trouve piazza Mattei orne le milieu de la table). Visites guidées organisées. Description pages 29 et 30 de l’itinéraire de la visite.

## Galerie

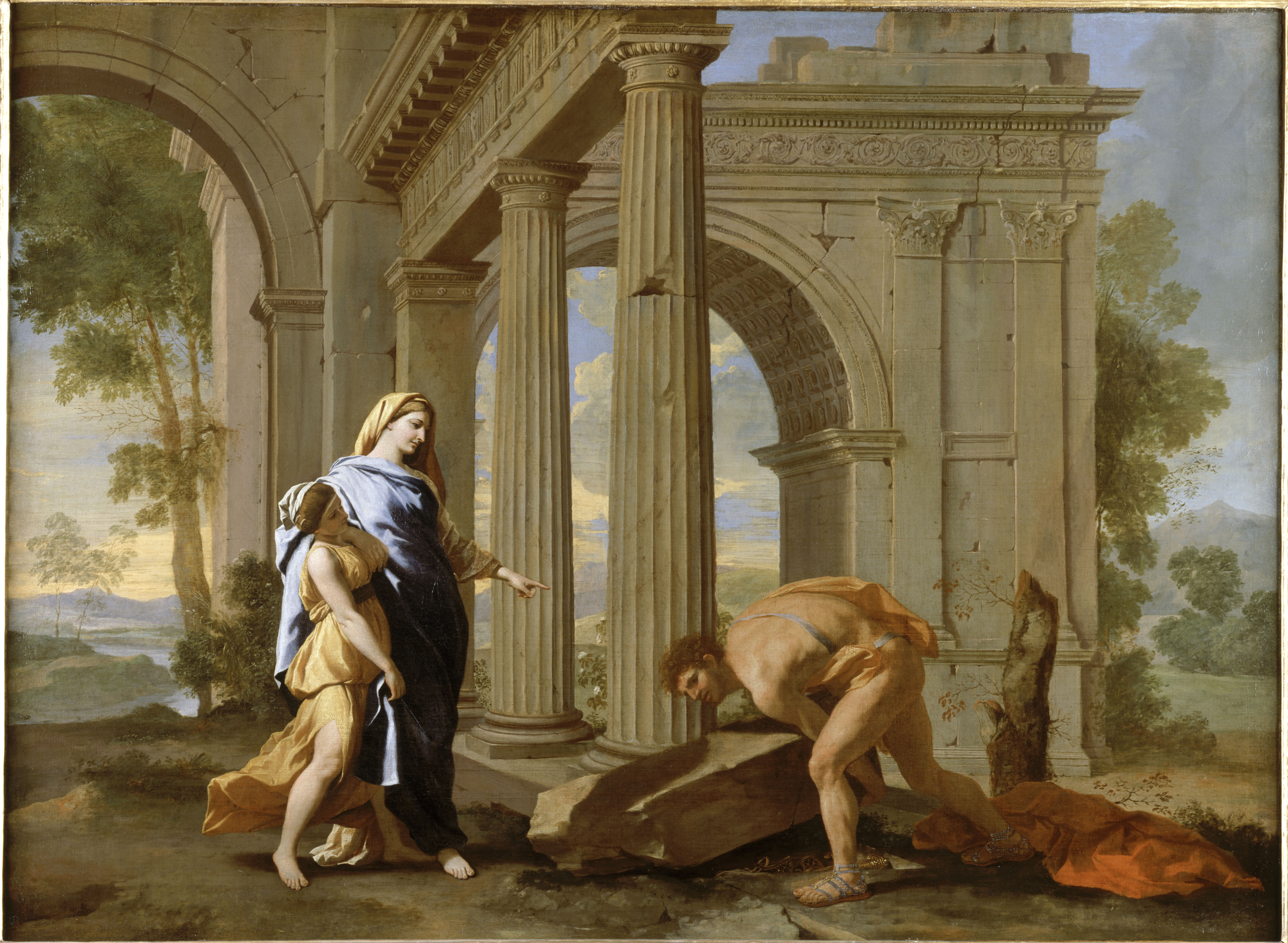
Thésée retrouve l’épée de son père, vers 1638, Chantilly, musée Condé
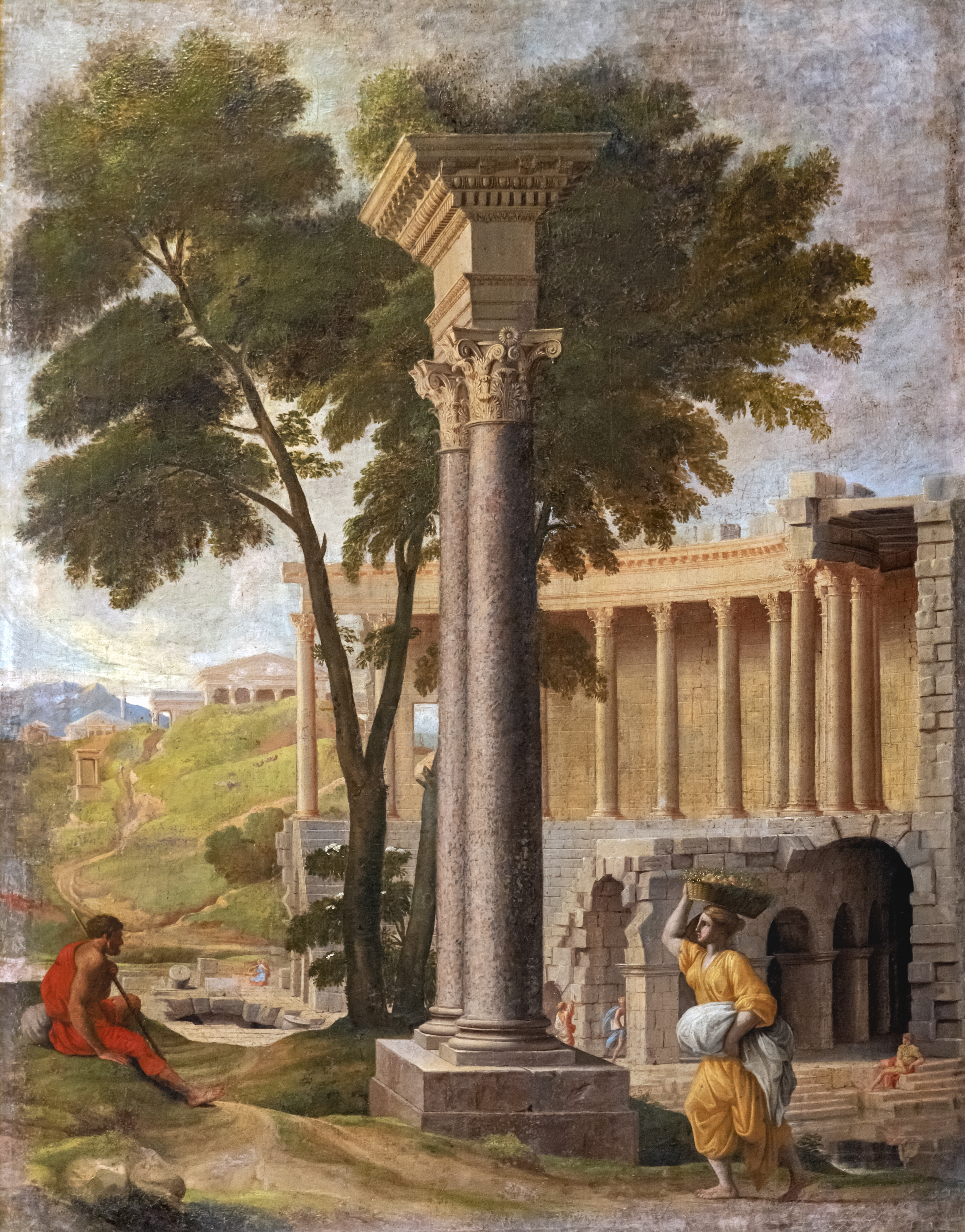
Paysage avec ruines antiques, Montauban, Musée Ingres-Bourdelle